# Stanowisko w Skuldelev
Stanowisko w Skuldelev – podwodne stanowisko archeologiczne koło wsi Skuldelev w obrębie Roskilde Fjord we wschodniej Danii, w kanale Peberrenden prowadzącym do portu Roskilde, gdzie odnaleziono pięć wraków XI-wiecznych statków wikingów.

## Historia

Rozmieszczenie wraków w wodzie przed ich wydobyciem

We wczesnym średniowieczu, wikingowie wznieśli system barier we obrębie Roskilde Fjord, by kontrolować drogi morskie do Roskilde. W najwęższym punkcie kanału prowadzącego do portu zatopili najpierw trzy zużyte statki obciążone kamieniami, a dwadzieścia lat później kolejne dwa, tworząc podwodną barykadę. 
Podczas oczyszczania przejścia w 1924 roku rybacy z pobliskiej wioski Skuldelev wyciągnęli drewniany maszt. W kolejnych latach nurkowie wydobywali różne części statków, aż miejscem znalezisk zainteresowało się Narodowe Muzeum Danii.         
W latach 1957–1959 przeprowadzono badania podwodne terenu, odnajdując wraki statków, które datowano na okres wikingów. W 1962 roku przeprowadzono czteromiesięczną akcję wydobycia wraków. Wokół stanowiska wzniesiono koferdam i wypompowano całą wodę. Stanowisko nazwano Skuldelev a wraki ponumerowano od 1 do 6, przy czym później okazało się, że wrak nr 4 to część wraku nr 2.   
Z dna wydobyto we fragmentach pięć drewnianych wraków, które latami poddawano zabiegom konserwacyjnym. Na potrzeby ich rekonstrukcji wzniesiono w Roskilde Muzeum Łodzi Wikingów.
W kolejnych latach powstały repliki statków ze Skuldelev. W latach 1982–1984 zbudowano replikę statku Skuldelev III o nazwie Roar Ege, w latach 1990–1991 replikę statku Skuldelev V – Helge Ask, w latach 1999–2000 replikę statku Skuldelev I o nazwie Ottar a w latach 2000–2004 replikę statku Skuldelev II – Havhingsten fra Glendalough. W 1998 roku powstała pierwsza replika statku Skuldelev VI – Kraka Fyr a w 2010 roku druga – Skjoldungen. 
Podczas budowy stoczni na potrzeby rekonstrukcji statków natrafiono na kolejne dziewięć wraków na dnie Roskilde Fjord, które również wydobyto.      

## Statki
Poniższa tabela przedstawia wraki z Muzeum Łodzi Wikingów w Roskilde:
Zdjęcie – zdjęcia odrestaurowanego wraku i repliki statku;
Nazwa – nazwa wraku i nazwa repliki statku;
Rodzaj – rodzaj statku pod względem przeznaczenia;
Rok i miejsce budowy;
Wymiary – długość i szerokość w metrach;
Opis – krótki opis.
| Lp. | Zdjęcie | Nazwa                                    | Rodzaj                     | Rok i miejsce budowy        | Wymiary      | Opis |
| --- | ------- | ---------------------------------------- | -------------------------- | --------------------------- | ------------ | --- |
| 1.  |         | Skuldelev I Ottar                        | oceaniczny statek towarowy | ok. 1030 zachodnia Norwegia | 15,84 x 4,8  | Statek zbudowany z bali sosnowych, o zaokrąglonym kadłubie, wyporności 20 ton i powierzchni żagla 90 m², rozwijał prędkość maksymalną ok. 13 węzłów. Miał wysoką ładowność. Mógł pływać po wodach Morza Północnego, Morza Bałtyckiego i północnego Atlantyku.                                                       |
| 2.  |         | Skuldelev II Havhingsten fra Glendalough | statek wojenny             | ok. 1042 Irlandia           | ok. 30 x 3,8 | Statek wojenny do szybkiego przewozu wojowników. Zbudowany z drewna dębowego, o długim, wąskim kadłubie, wyporności 26 ton i ogromnej powierzchni żagla – 112 m², rozwijał prędkość maksymalną ok. 13–17 węzłów. Miał 60 wioseł i załogę z 65–70 ludzi.                                                             |
| 3.  |         | Skuldelev III Roar Ege                   | statek handlowy            | ok. 1040 Dania              | 14 x 3,3     | Niewielki statek handlowy pływający wzdłuż duńskiego wybrzeża i po Morzu Bałtyckim. Najlepiej zachowany ze wszystkich wydobytych wraków. Zbudowany z duńskiego dębu, o wyporności ponad 9 ton i powierzchni żagla 45 m², rozwijał prędkość maksymalną ok. 8–10 węzłów i mógł przewozić ładunek o wadze ponad 4 ton. |
| 4.  |         | Skuldelev V Helge Ask                    | statek wojenny             | ok. 1040 Dania              | 17,3 x 2,5   | Niewielki statek wojenny pływający wzdłuż duńskiego wybrzeża i po Morzu Bałtyckim. Zbudowany zarówno ze starego jak i z nowego drewna, o wyporności prawie 8 ton i powierzchni żagla 46 m², rozwijał prędkość maksymalną ok. 15 węzłów.                                                                             |
| 5.  |         | Skuldelev VI Kraka Fyr i Skjoldungen     | statek rybacki             | ok. 1030 zachodnia Norwegia | 11,2 x 2,5   | Pierwotnie statek rybacki do połowów we fiordach norweskich, następnie przebudowany na statek transportowy. Zbudowany drewna sosnowego, brzozowego i dębowego, o wyporności prawie 8 ton i powierzchni żagla 26,5 m², rozwijał prędkość maksymalną ok. 9–12 węzłów.                                                 |